# Mandevilla alboviridis
Mandevilla alboviridis är en oleanderväxtart som beskrevs av Rusby R. E. Woodson. Mandevilla alboviridis ingår i släktet Mandevilla och familjen oleanderväxter. Inga underarter finns listade i Catalogue of Life.